# Evan Handler
Evan Handler (Nueva York, 10 de enero de 1961) es un actor estadounidense, más conocido por interpretar a Charlie Runkle en Californication, y a Harry Goldenblatt en Sex and the City.

## Biografía
Nació en Nueva York y se crio en Cortland, en el seno de una familia judía. Asistió a la Escuela Hendrick Hudson y se graduó de la Escuela Juilliard.
Handler se hizo famoso por siete producciones en Broadway entre las que incluyen Six Degrees of Separation, I Hate Hamlet, Brighton Beach Memoirs, Broadway Bound y "Master Harold"...and the Boys.
Entre sus primeros trabajos en el cine destacan Harvest, Sweet Lorraine, War and Love, Dear Mr. Wonderful, Taps, más allá del honor y The Chosen.
En 2008, ha interpretado de nuevo su papel como Harry Goldenblatt (esposo de Charlotte York) en Sex and the City, el éxito de taquilla basada en la serie de la HBO, que también protagonizó durante seis temporadas, y en su secuela Sex and the City 2 (estrenada en 2010). Antes de eso, apareció en Ransom, de Ron Howard, protagonizada por Mel Gibson, y en Natural Born Killers, de Oliver Stone. 
En televisión, coprotagonizó junto a David Duchovny la exitosa serie de Showtime Californication. También protagonizó las series de la ABC It's Like, You Know... y Hot Properties, y Studio 60 on the Sunset Strip, para la NBC. Entre sus telefilmes incluyen Los tres chiflados para la ABC y Saint Louie para la CBS. Handler ha aparecido en numerosas series en calidad de artista invitado como Lost, The West Wing, A dos metros bajo tierra y Friends. En 2015, se unió a la serie American Crime Story: The People vs O.J. Simpson.
Además de sus trabajos como actor, Handler ha escrito dos libros: Time on Fire: My Comedy of Terrors, supone el aclamado debut como escritor y son unas memorias que cuenta su lucha contra la leucemia, y It's Only Temporary: The Good News and the Bad News of Being Alive, describe los años desde la enfermedad, que tuvieron sus citas en serie, relaciones absurdas, depresiones imprevistas y, en última instancia, un amor verdadero y una paternidad milagrosa.
Además de su trabajo sobre las tablas y en pantalla, Handler es orador motivacional, educador sanitario, activista y reformista.
Está casado con Elisa Atti desde 2003, y tiene una hija con ella llamada Sofia Clementina Handler, nacida en 2007.